# Championnat d'Arménie de football 2019-2020
Navigation
Édition précédente Édition suivante
La saison 2019-2020 de Premier-Liga est la 28e édition du Championnat d'Arménie de football. Lors de cette saison, le FC Ararat-Armenia tente de conserver son titre de champion d'Arménie. Trois places sont qualificatives pour les compétitions européennes, la quatrième place étant celles du vainqueur de la Coupe d'Arménie 2020.
Le championnat passe cette saison de 9 à 10 équipes qui s'affrontent deux fois pour un total de 18 rencontres chacune avant de se diviser en deux sous-groupes réunissant respectivement les six premiers et les quatre derniers afin de déterminer le classement final.
Au cours de la trêve hivernale, le FC Erevan, promu en début de saison, décide de se retirer du championnat et ne prend donc pas part à la deuxième phase.
La compétition s'achève finalement sur la victoire du FC Ararat-Armenia qui parvient à conserver son titre de champion et se qualifie ainsi pour la Ligue des champions 2020-2021. L'Alaskert FC, le FC Noah et le Shirak FC se qualifient quant à eux pour la Ligue Europa.

## Clubs participants
L'intersaison voit le Banants Erevan devenir le FC Urartu tandis que l'Artsakh se renomme FC Noah.
Légende des couleurs
- Premier tour de qualification de la Ligue des champions 2019-2020
- Premier tour de qualification de la Ligue Europa 2019-2020
- Promu de deuxième division 2019

| Club              | Présent depuis | Classement 2018-2019 | Stade                                    | Capacité théorique |
| ----------------- | -------------- | -------------------- | ---------------------------------------- | ------------------ |
| FC Ararat-Armenia | 2018           | 1                    | Stade de l'académie de football d'Erevan | 1 427              |
| FC Pyunik         | 2001           | 2                    | Stade Républicain Vazgen-Sargsian        | 14 403             |
| Urartu Erevan     | 2001           | 3                    | Stade Urartu                             | 4 860              |
| Alashkert FC      | 2013           | 4                    | Stade Alashkert                          | 6 800              |
| Lori FC           | 2018           | 5                    | Stade de l'académie de football Vanadzor | 880                |
| Gandzasar Kapan   | 2006           | 6                    | Stade de l'académie de football d'Erevan | 1 427              |
| Shirak FC         | 1992           | 7                    | Stade municipal de Gyumri                | 4 500              |
| FC Noah           | 2018           | 8                    | Stade Alashkert                          | 6 800              |
| Ararat Erevan     | 2011           | 9                    | Stade Républicain Vazgen-Sargsian        | 14 403             |
| FC Erevan         | 2019           | 2 (D2)               | Stade de l'académie de football Vanadzor | 880                |

## Première phase
Les 10 équipes s'affrontent une fois à domicile et une fois à l'extérieur.

### Classement
Le classement est établi sur le barème de points classique (victoire à 3 points, match nul à 1, défaite à 0).
Pour départager les égalités, un match d'appui est disputé en cas d'égalité pour la première place. Dans les autres cas, on tient d'abord compte du nombre de matchs gagnés, puis des points en confrontations directes, puis du nombre de matchs gagnés en confrontations directes, puis de la différence de buts en confrontations directes, puis du nombre de buts marqués en confrontations directes puis du nombre total de victoires, puis de la différence de buts générale et enfin du nombre total de buts marqués.
Le 12 mars 2020, la Fédération de football d'Arménie annonce la suspension du championnat jusqu'au 23 mars en raison de la pandémie de Covid-19. Le championnat reprend finalement le 23 mai 2020.
| Rang | Équipe                | Pts | J  | G  | N | P  | Bp | Bc | Diff |
| ---- | --------------------- | --- | -- | -- | - | -- | -- | -- | ---- |
| 1    | FC Ararat-Armenia T S | 36  | 18 | 11 | 3 | 4  | 33 | 15 | +18  |
| 2    | Lori FC               | 32  | 18 | 9  | 5 | 4  | 27 | 19 | +8   |
| 3    | Alashkert FC          | 31  | 18 | 9  | 4 | 5  | 33 | 20 | +13  |
| 4    | Ararat Erevan         | 31  | 18 | 9  | 4 | 5  | 25 | 18 | +7   |
| 5    | FC Noah               | 30  | 18 | 9  | 3 | 6  | 25 | 19 | +6   |
| 6    | Shirak FC             | 28  | 18 | 8  | 4 | 6  | 25 | 18 | +7   |
| 7    | FC Pyunik             | 23  | 18 | 7  | 2 | 9  | 35 | 36 | -1   |
| 8    | FC Urartu             | 23  | 18 | 5  | 5 | 7  | 22 | 24 | -2   |
| 9    | Gandzasar Kapan       | 18  | 18 | 4  | 6 | 8  | 20 | 25 | -5   |
| 10   | FC Erevan P           | 0   | 18 | 0  | 0 | 18 | 11 | 62 | -51  |

|  | Qualification pour le groupe championnat                                    |
|  | Qualification pour le groupe relégation                                     |
|  | Abandon                                                                     |
|  | T : Tenant du titre P : Promu S : Vainqueur de la Supercoupe d'Arménie 2019 |

1. ↑  Le FC Erevan se retire de la compétition durant la trêve hivernale[3]. Ses rencontres restantes sont comptées comme des défaites techniques 3-0.

### Matchs
| Résultats (▼dom., ►ext.)                                   | ALA | ARA | AAR | ERE | GAN | LOR | NOA | PUY | SHI | URA |
| Alashkert FC                                               |     | 1-1 | 2-1 | 5-1 | 2-0 | 0-1 | 0-1 | 1-1 | 1-2 | 2-1 |
| Ararat Erevan                                              | 1-1 |     | 0-3 | 1-0 | 1-1 | 0-0 | 1-0 | 4-2 | 2-1 | 1-0 |
| FC Ararat-Armenia                                          | 2-0 | 1-0 |     | 7-2 | 3-1 | 0-0 | 3-1 | 3-1 | 1-0 | 0-0 |
| FC Erevan                                                  | 0-3 | 1-3 | 1-2 |     | 0-3 | 0-1 | 0-2 | 2-8 | 1-4 | 0-1 |
| Gandzasar Kapan                                            | 2-2 | 0-1 | 2-1 | 2-0 |     | 1-1 | 1-1 | 1-2 | 1-0 | 2-4 |
| Lori FC                                                    | 2-1 | 1-4 | 2-0 | 8-0 | 2-1 |     | 1-0 | 2-2 | 0-0 | 2-1 |
| FC Noah                                                    | 1-2 | 2-0 | 1-2 | 3-1 | 2-1 | 3-1 |     | 4-2 | 0-0 | 2-0 |
| FC Pyunik                                                  | 0-3 | 1-4 | 0-3 | 4-1 | 2-0 | 3-1 | 1-2 |     | 1-0 | 1-2 |
| Shirak FC                                                  | 1-3 | 2-1 | 1-0 | 2-1 | 0-0 | 1-2 | 3-0 | 3-1 |     | 3-1 |
| FC Urartu                                                  | 2-4 | 1-0 | 1-1 | 3-0 | 1-1 | 2-0 | 0-0 | 0-3 | 2-2 |     |
| - Victoire à domicile - Match nul - Victoire à l'extérieur |     |     |     |     |     |     |     |     |     |     |

## Deuxième phase
Le classement est calculé avec le barème de points suivant : une victoire vaut trois points, le match nul un. La défaite ne rapporte aucun point. Tous les points acquis lors de la première phase sont conservés. Les critères de départage sont les mêmes que lors de la première phase.

### Groupe pour le championnat

#### Classement
| Rang | Équipe                | Pts | J  | G  | N  | P  | Bp | Bc | Diff |
| ---- | --------------------- | --- | -- | -- | -- | -- | -- | -- | ---- |
| 1    | FC Ararat-Armenia T S | 52  | 28 | 15 | 7  | 6  | 45 | 23 | +22  |
| 2    | FC Noah C             | 48  | 28 | 14 | 6  | 8  | 37 | 27 | +10  |
| 3    | Alashkert FC          | 47  | 28 | 14 | 5  | 9  | 51 | 31 | +20  |
| 4    | Shirak FC             | 46  | 28 | 13 | 7  | 8  | 40 | 30 | +10  |
| 5    | Lori FC               | 40  | 27 | 10 | 10 | 7  | 35 | 33 | +2   |
| 6    | Ararat Erevan         | 33  | 27 | 9  | 6  | 12 | 31 | 36 | -5   |

|  | Qualification pour le 1er tour de qualification de la Ligue des champions de l'UEFA 2020-2021                   |
|  | Qualification pour le 1er tour de qualification de la Ligue Europa 2020-2021                                    |
|  | T : Tenant du titre S : Vainqueur de la Supercoupe d'Arménie 2019 C : Vainqueur de la Coupe d'Arménie 2019-2020 |

#### Matchs
| Résultats (▼dom., ►ext.)                                   | ALA | ARA  | AAR | LOR | NOA | SHI |
| Alashkert FC                                               |     | 2-1  | 1-2 | 5-1 | 0-1 | 1-2 |
| Ararat Erevan                                              | 1-3 |      | 0-1 | 1-1 | 0-0 | 1-4 |
| FC Ararat-Armenia                                          | 0-0 | 4-2  |     | 0-0 | 2-0 | 1-1 |
| Lori FC                                                    | 0-2 | Ann. | 2-1 |     | 2-2 | 1-1 |
| FC Noah                                                    | 1-0 | 1-0  | 1-1 | 2-1 |     | 4-0 |
| Shirak FC                                                  | 2-4 | 2-0  | 1-0 | 0-0 | 2-0 |     |
| - Victoire à domicile - Match nul - Victoire à l'extérieur |     |      |     |     |     |     |

- La rencontre de la dernière journée entre le Lori FC et l'Ararat Erevan est finalement annulée en raison de la détection de plusieurs cas de Covid-19 dans l'effectif de ce premier club. Compte tenu de l'absence d'enjeu sportif pour ce match, celui-ci n'est pas rattrapé[4].

### Groupe de relégation
| Rang | Équipe          | Pts | J  | G | N | P  | Bp | Bc | Diff |  | Résultats (▼ dom., ► ext.) | URA | PUY | GAN |
| ---- | --------------- | --- | -- | - | - | -- | -- | -- | ---- |  | -------------------------- | --- | --- | --- |
| 7    | FC Urartu       | 30  | 22 | 7 | 6 | 8  | 26 | 27 | -1   |  | FC Urartu                  |     | 0-1 | 1-0 |
| 8    | FC Pyunik       | 26  | 22 | 8 | 2 | 12 | 39 | 42 | -3   |  | FC Pyunik                  | 1-2 |     | 2-3 |
| 9    | Gandzasar Kapan | 25  | 22 | 6 | 7 | 9  | 25 | 29 | -4   |  | Gandzasar Kapan            | 1-1 | 1-0 |     |